# キリスト伝道隊
キリスト伝道隊（キリストでんどうたい）は日本のプロテスタント福音派の団体。日本福音同盟に加盟している。

## 沿革

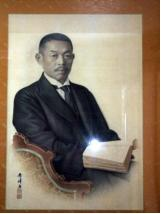
大正時代のリバイバリスト柘植不知人

- 1922年 柘植不知人が日本伝道隊と分かれて基督伝道隊を設立。柘植は活水学院を設立して、多くの修養生を訓練した。
- 1927年 柘植不知人が死去。
- 1929年 基督伝道隊は解散。
- 1933年 柘植の弟子たちによって再建。

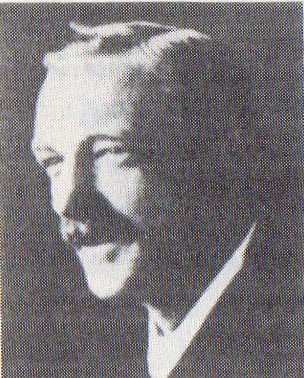
日本伝道隊創設者バークレー・バックストン

- 1937年 バークレー・バックストンを招く。
- 1941年 日本基督教団に包括される。
- 1982年 活水聖書学院を設立する。
- 1987年 1947年に日本基督教団を離脱していた単立の教会が「キリスト伝道隊」を創立する。

## 特色
- バックストンの指導を受けた柘植不知人の信仰を継承する。
- 関東と関西を中心に教会を形成している。
- 活水聖書学院を運営している。

## 主な牧師
- 岩井清（平塚福音キリスト教会）
- 丸山　豊（籠原キリスト教会）
- 木下淳夫（貞光キリスト教会）